# 黃三桂
黃三桂（1950年—），澎湖馬公人，原為婦產科醫師，在健保局服務達17年，歷任副局長、健保局長，並在衛生福利部升格後，擔任第1任衛生福利部中央健康保險署署長。黃三桂任內重大政策為接力推行二代健保制度，仿照所得稅針對資本利得課徵補充保費。

## 學歷
- 澎湖縣馬公市馬公國民小學
- 中山醫學院醫學系學士(1974)
- 國立陽明大學醫務管理研究所碩士
- 婦產科專科醫師
- 美國國家醫師考試及格

## 經歷
- 衛生福利部中央健康保險署署長
- 行政院衛生署中央健康保險局局長
- 行政院衛生署中央健康保險局副局長
- 行政院衛生署中央健康保險局副總經理
- 行政院衛生署中央健康保險局台北分局經理
- 行政院衛生署中央健康保險局北區分局經理
- 行政院衛生署中央健康保險局台北分局副經理
- 行政院衛生署中央健康保險局副經理
- 行政院衛生署中央健康保險局專門委員
- 全民健康保險爭議審議委員會技正
- 臺北縣立板橋醫院科主任
- 臺北市士林區衛生所所長
- 臺北市中山區衛生所組長
- 徐千田婦產科診所醫師
- 國立陽明大學醫務管理研究所教授

## 家庭背景
黃三桂出身澎湖醫生世家，母親是澎湖首位女醫師林松子，曾行醫70餘年。

## 外部連結
- 行政院衛生署中央健康保險局局長簡介 （页面存档备份，存于）